# District de Kishtwar
Le district de Kishtwar (ourdou : ضلع کشتواڑ) est un district du territoire du Jammu-et-Cachemire, en Inde.

## Géographie
Au recensement de 2011, sa population compte 230 696 habitants pour 7 737 km2.
Son chef-lieu est la ville de Kishtwar. 